# Patrick Dwyer (Leichtathlet)
Patrick Dwyer (* 3. November 1977 in Wagga Wagga) ist ein ehemaliger australischer Sprinter, der sich auf den 400-Meter-Lauf spezialisiert hatte.
2000 wurde er australischer Landesmeister über 400 m und qualifizierte sich so für die Teilnahme an den Olympischen Spielen in Sydney. Im 400-Meter-Lauf erreichte er die Halbfinalrunde. Mit der australischen 4-mal-400-Meter-Staffel belegte er den siebten Platz. Die Staffel hatte das Ziel zunächst als achte erreicht, rückte jedoch in der Wertung um einen Rang vor, nachdem die US-amerikanische Staffel nachträglich disqualifiziert worden war.
Nachdem er bei den Commonwealth Games 2002 in Manchester mit der Staffel noch den fünften Platz erreicht hatte, folgte der größte Erfolg seiner Karriere bei den Olympischen Spielen 2004 in Athen. Gemeinsam mit John Steffensen, Mark Ormrod und Clinton Hill gewann er in 3:00,60 min überraschend die Silbermedaille hinter der US-amerikanischen Staffel. 2009 wurde Dwyers Silbermedaille aus seinem Apartment gestohlen.
Patrick Dwyer hat bei einer Körpergröße von 1,86 m ein Wettkampfgewicht von 81 kg.

## Bestleistungen
- 200 m: 20,60 s, 20. Dezember 1997, Sydney
- 400 m: 44,73 s, 24. März 2000, Pretoria